# Battaglia di Lüleburgaz
La battaglia di Lüleburgaz (anche detta battaglia di Lule Burgas) venne combattuta tra il 29 ottobre e il 3 novembre 1912 nell'ambito della prima guerra balcanica, nei pressi dell'omonima cittadina oggi parte della Turchia europea: la battaglia vide le forze del Regno di Bulgaria guidate dal generale Ivan Fičev scontrarsi con l'armata ottomana del generale Abdullah Pascià, attestata sulla linea Lüleburgaz - Karaağaç - Bunarhisar a difesa delle vie d'accesso alla capitale Istanbul; lo scontro, il più sanguinoso del conflitto, si concluse con una netta vittoria bulgara e il disordinato ripiegamento dell'armata ottomana.

## Antefatti
La notte del 18 ottobre 1912 le forze bulgare si riversarono oltre la frontiera con l'Impero ottomano, dando il via alle operazioni belliche sul fronte della Tracia: mentre la Seconda Armata bulgara del generale Nikola Ivanov investiva la grande fortezza ottomana di Adrianopoli, la Prima Armata del generale Vasil Kutinčev si dirigeva verso le principali forze campali nemiche, con la Terza Armata di Radko Dimitriev intenta a compiere una manovra aggirante da est. A queste forze si opponeva l'Armata orientale (o Armata della Tracia) del generale Abdullah Pascià: a dispetto di una netta inferiorità numerica delle forze ottomane, il ministro della guerra di Istanbul Nazim Pascià ordinò all'Armata orientale di sferrare un attacco contro i bulgari avanzanti, nella speranza di coglierli impreparati. Il 22 ottobre i due contendenti si affrontarono lungo un fronte di 60 chilometri davanti Kirk Kilisse: mentre la Prima Armata bulgara teneva inchiodate le truppe di Abdullah Pascià, la Terza Armata ne aggirò il fianco orientale provocando il crollo delle forze ottomane, che si diedero a una precipitosa ritirata.
La rapida caduta di Kirk Kilisse, ritenuta una fortezza difficile da conquistare, provocò il panico nelle forze ottomane, che ripiegarono verso sud cedendo diverso terreno ai bulgari: questi ultimi, tuttavia, non riuscirono a organizzare un efficace inseguimento del nemico in rotta, impegnati come erano nell'investimento di Adrianopoli e ostacolati dalla pessima rete viaria, e per due giorni i due eserciti persero i contatti. La pausa diede agli ottomani il tempo di riorganizzarsi: le forze di Abdullah Pascià si attestarono su una nuova linea difensiva lunga 40 km a circa 150 km a ovest di Istanbul; rinforzi provenienti dall'Anatolia consentirono di colmare l'iniziale divario numerico tra i due contendenti, portando il totale delle forze ottomane a 130 000 uomini. Le truppe di Abdullah Pascià furono suddivise in due armate distinte: la Prima Armata (con il I e il IV Corpo d'armata) sotto lo stesso Abdullah Pascià e attestata davanti Lüleburgaz, e la Seconda Armata (con il II e III Corpo d'armata regolare e il XVII Corpo d'armata della riserva, appena sopraggiunto) al comando del generale Hamdi Pascià e posta a difesa di Bunarhisar, sulla destra ottomana.
Coordinati dal capo di stato maggiore dell'esercito bulgaro Ivan Fičev, i 110 000 uomini delle forze bulgare si diressero verso la nuova linea difensiva ottomana: il piano era che le truppe di Dimitriev lanciassero un attacco frontale contro la linea ottomana, mentre la Prima Armata di Kutinčev compiva una manovra aggirante sulla sinistra del nemico, protetta da eventuali sortite da Adrianopoli da uno schermo di cavalleria.

## La battaglia

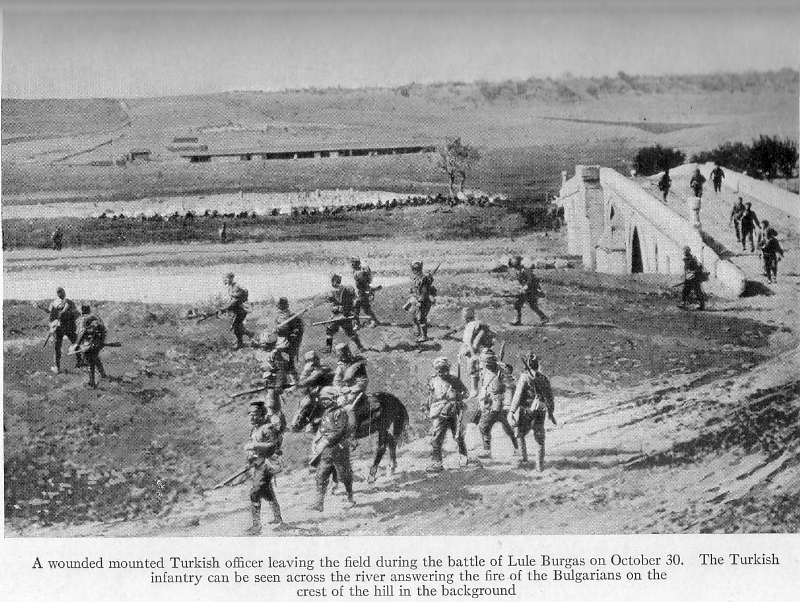
Reparti ottomani in ritirata durante la battaglia

Il 28 ottobre 1912 i primi reparti avanzati della Terza Armata bulgara iniziarono a ingaggiare le posizioni ottomane in una breve schermaglia nei pressi del villaggio di Kolibi Qaraağac: il morale degli ottomani si era rafforzato e durante questo breve scontro diedero una migliore impressione rispetto alle precedenti battaglie. Dimitriev diede inizio alla battaglia il giorno successivo, senza attendere l'arrivo della Prima Armata di Kutinčev, attaccando frontalmente tutta la linea ottomana da Lüleburgaz a Bunarhisar con a destra la 6ª Divisione fanteria "Bdin", al centro la 4ª Divisione fanteria "Preslav" e sulla sinistra la 5ª Divisione fanteria "Dunav": lo scontro si sviluppò subito in maniera feroce, sotto una pioggia costante e l'intenso fuoco delle opposte artiglierie, ampiamente impegnate nella lotta.
Il 30 ottobre la Prima Armata di Kutinčev, la cui avanzata era stata rallentata dalle strade ridotte a pantano dalle piogge, fu in grado di unirsi alla lotta mettendo sotto pressione la sinistra ottomana, proprio mentre Abdullah Pascià lanciava un deciso contrattacco al centro della linea: i bulgari della Terza Armata furono ributtati indietro ma il crollo dei servizi logistici fece mancare alle truppe ottomane le munizioni, bloccandone l'avanzata e consentendo a Dimitriev di ristabilire la situazione. I bulgari si raggrupparono e ripresero i loro assalti, proseguiti anche di notte alla luce dei riflettori: la battaglia vide quindi un susseguirsi di attacchi e contrattacchi, spesso risolti con scontri alla baionetta, ma il miglior addestramento dei reparti bulgari e la maggior precisione della loro artiglieria fece lentamente pendere le sorti della battaglia in loro favore. Il 31 ottobre il fianco sinistro ottomano iniziò a cedere dopo che la Prima Armata bulgara ebbe forzato le posizioni nemiche nella valle del fiume Ergene; contemporaneamente, i reparti di Dimitriev furono infine in grado di sfondare al centro la linea ottomana, minacciando di spezzare in due tronconi le forze di Abdullah Pascià, mentre altre unità della Terza Armata davano il via a una serie di manovre di aggiramento sulla destra ottomana.
Come a Kirk Kilisse, la minaccia di un aggiramento fece crollare il morale dei reparti ottomani, che iniziarono a cedere su tutta la linea. Il 2 novembre ad Abdullah Pascià non restò altro che ordinare la ritirata: in una situazione di completo collasso dei servizi logistici, i reparti ottomani dovettero ripiegare verso Istanbul lungo strade fangose intasate anche da migliaia di civili turchi in fuga davanti agli invasori, con conseguente rapida propagazione di malattie infettive come il colera; i bulgari, alle prese con i medesimi problemi logistici, non furono in grado tuttavia di approfittare della situazione, e non organizzarono alcun serio tentativo di inseguire il nemico sconfitto.

## Conseguenze
La battaglia di Lüleburgaz si rivelò lo scontro più sanguinoso di tutte le guerre balcaniche: i bulgari persero 20 162 uomini, tra cui 2 534 morti, in maggioranza concentrati nei reparti della Terza Armata, mentre le truppe ottomane ebbero almeno 20 000 tra morti e feriti, oltre a lamentare la perdita di 2 000 prigionieri di guerra, 45 pezzi d'artiglieria e numeroso equipaggiamento militare. In una decina di giorni le forze bulgare si erano assicurate due importanti successi campali: tutta la Tracia orientale, ad eccezione della fortezza assediata di Adrianopoli, era nelle loro mani e il principale esercito ottomano era in piena rotta davanti a loro. La situazione fece balenare all'alto comando bulgaro la possibilità di catturare la capitale ottomana: venne subito organizzata un'avanzata verso Istanbul, ma le piogge costanti e le strade devastate rallentarono la marcia delle armate di Fičev, ora anch'esse alle prese con numerose epidemie di malattie infettive.
Il tempo così guadagnato consentì agli ottomani di raggruppare le loro forze su una nuova linea difensiva a 30 km da Istanbul, nei dintorni della cittadina di Çatalca: rinforzate da unità provenienti dalle regioni asiatiche dell'Impero e attestate su posizioni fortificate, le truppe ottomane furono quindi in grado di bloccare l'avanzata bulgara su Istanbul nella successiva battaglia di Çatalca (17-18 novembre 1912); il confronto in Tracia tra Bulgaria e Impero ottomano si trasformò quindi in una statica guerra di posizione fino alla conclusione delle ostilità.